# Українська національна партія (1989—1992)
Украї́нська Націона́льна Па́ртія (УНП) стала першою структурою  націоналістичної альтернативи кінця 1980-х років. Її утворювала група осіб, починаючи з червня 1989  року. До складу групи входили:  Григорій Приходько, Іван Макар, Богдан Чик, Богдан Когут, Веніамін Дужинський, Володимир Максимович, Олена Проців, Андріяна Дячишин, Любомира Івахів.
Автором проектів  Програми і Статуту майбутньої партії був  Григорій Приходько.
Установчий Збір УНП відбувся у  Львові 21 жовтня 1989  року. Головою партії було обрано Богдана Когута. Головою Ради УНП стала Олена Проців. Посаду Секретаря УНП обійняв Вадим Смогитель.
До складу проводу партії увійшли Веніамін Дужинський, Юрій Оборін, Федір Клименко, Світлана Касьян, Богдан Чик, Григорій Приходько.
Представником УНП за кордоном став Петро Рубан. Він був і спонсором партії.
Почесним Головою УНП став Юрій Шухевич.
Програма УНП проголошувала  метою партії відновлення  Української Народної Республіки в етнічних кордонах. В тих умовах УНП бачила  можливість боротьби демократичним шляхом, для чого вона  домагалась гарантів демократії: економічного — приватної власності; силового — легалізації приватної зброї; політичного — багатопартійності.
Державне унезалежнення України УНП передбачала в такій послідовності: визнання урядами демократичних країн і урядом СРСР існуючого окупаційного статусу для України; скасування Конституції СРСР та договору про утворення СРСР; виведення УРСР зі складу  ООН і заміна її представництва представництвом національних опозиційних сил, в тому числі й емігрантських; створення Тимчасового Державного Правління України на базі самостійницьких сил; утворення Національних Збройних Сил; виведення окупаційних військ з усіх українських земель; скликання Національних Установчих Зборів.
За ініціативи УНП в кінці січня 1990  року в Юрмалі (Латвія) відбулася теоретична конференція з проблем державності України. На конференції було констатовано, що українці політично самовизначились в січні 1918 року  Четвертим Універсалом  Центральної Ради. Відтак метою боротьби за незалежність кінця 1980-х — початку 1990-х років мало бути відновлення  Української Народної Республіки.
В березні 1990  УНП бойкотувала вибори до Верховної Ради  УРСР.
7 квітня 1990  року у  Львові пройшов надзвичайний збір УНП. На ньому була ухвалена Стратегія УНП. Автором Стратегії був  Григорій Приходько. Згідно зі Статутом партії, який передбачав, що головою УНП стає автор ухваленої Стратегії, Приходько очолив партію. Він був Головою УНП до її саморозпуску.
Стратегія УНП пріоритетним мала конструктивний момент. Вона виходила з переконання, що одним руйнуванням колоніальної системи здобути свою державу неможливо. Тож громадянські ініціативи УНП були націлені на створення структур національної держави. Саме утворення УНП, що започатковувало новітню національну багатопартійність, стало першим конструктивним актом громадських рухів кінця 1980-х років.
Другим конструктивним актом стало ініціювання Комітету за утворення Збройних Сил України (лютий 1990  року). Цим Комітетом започатковувався тиск на внутрішньовладну опозицію, щоб вона легально домагалась утворення республіканської армії, яка, в силу утвердження  національної ідеї, перетворилася б на національну.
В квітні 1990  року УНП ініціювала рух матерів військовослужбовців і військовозобов'язаних. Жінки  — члени УНП взяли активну участь в акціях материнського руху, і спрямували зусилля на пропаганду національної армії.
В березні 1991  року УНП бойкотувала всесоюзний референдум про збереження СРСР.
Влітку 1990  року УНП стала однією з партій-засновниць і активною учасницею  Української Міжпартійної Асамблеї (УМА). В основу ідеології УМА і її стратегії лягли погляди і принципи УНП. Зі складу УМА УНП вийшла 23 грудня 1990  року.
В червні 1992  року УНП і Українська Народно-Демократична партія об'єднались в Українську Національну Консервативну Партію (УНКП). Внаслідок об'єднання УНП саморозпустилась.